# Onitis virens
Onitis virens är en skalbaggsart som beskrevs av Lansberge 1875. Onitis virens ingår i släktet Onitis och familjen bladhorningar. Inga underarter finns listade i Catalogue of Life.